# 비버리 그랜트
비버리 그랜트(Beverly Grant, 1936년 10월 14일 ~ 1990년 7월 4일)는 미국의 배우, 영화배우이다.
디트로이트에서 태어났다.

## 영화
- 월든: 일기, 노트, 스케치 (1969년)
- 배트맨 드라큐라 (1964년)